# Mladen (voïvode)
Pour les articles homonymes, voir Mladen.
Mladen, (en serbe cyrillique Младен) est le plus ancien membre connu de la dynastie Branković, famille de la noblesse serbe née au XIVe siècle.
Il fut joupan sous le règne du roi Stefan Milutin, puis voïvode sous celui de son successeur Stefan Uroš III Dečanski.
Après la victoire de ce dernier, en 1322, Mladen fut désigné Duc de Trebinje (actuelle Bosnie) et Dračevice (actuelle Croatie), deux domaines du Royaume serbe, en remerciement de son engagement lors de la guerre civile.[réf. nécessaire]
La dernière mention de lui vivant date de 1326.
Il eut au moins deux fils : Branko Mladenovic, éponyme de la dynastie, et Nikola, joupan, uniquement connu par un document de 1329. Sa fille Ratoslava épousa Altoman Vojinović, père de Nikola Altomanović.